# Józef Bonaparte
Józef Bonaparte, fr. Joseph Bonaparte, wł. Giuseppe Napoleone Buonaparte, hiszp. José I de España (ur. 7 stycznia 1768 w Corte, zm. 28 lipca 1844 we Florencji) – król Neapolu w latach 1806–1808 i Hiszpanii (jako Józef I) w latach 1808–1813. Najstarszy syn Carla Marii Buonaparte i Marii Letycji Ramolino. Starszy brat cesarza Francuzów Napoleona I, króla Holandii Ludwika i króla Westfalii Hieronima.

## Młodość
Rodzice przeznaczyli najstarszego syna do stanu duchownego i wysłali go w r. 1779 do seminarium duchownego w Autun. Czując, że się nie nadaje na księdza, Józef porzucił natychmiast po śmierci ojca (1785) studia teologiczne i udał się do Pizy, by studiować prawo. W roku 1787 uzyskał doktorat, powrócił na rodzinną Korsykę i otworzył w Bastii praktykę adwokata. Po wybuchu rewolucji (1789) wystawił swą kandydaturę na posła do Zgromadzenia Ustawodawczego, ale mandatu nie uzyskał, został natomiast mianowany sędzią przy trybunale w Ajaccio.
W roku 1793 rodzina Buonaparte musiała, po przejęciu władzy na Korsyce przez proangielskiego polityka Pasquale Paoli, uciec z wyspy do Francji. Józef udał się do Marsylii, gdzie otrzymał posadę jako sekretarz Komisarza Rewolucyjnego, Korsykanina Salicettiego. W Marsylii Józef poznał bardzo posażną córkę hurtownika jedwabiu Franciszka Clary, Julię, i poślubił ją 1 sierpnia 1794.

## Kariera polityczna, dyplomatyczna i literacka
Józef, jeszcze przed ślubem mianowany generalnym liwerantem armii francuskiej we Włoszech, udał się tam do brata Napoleona, który mu powierzył jego pierwszą misję dyplomatyczną – zawiadomienie Dyrektoriatu o francuskich sukcesach wojskowych. W roku 1797 Józef rozpoczął karierę polityczną jako deputowany departamentu Liamone (ob. Corse-du-Sud) do Rady Pięciuset, niższej izby francuskiego parlamentu epoki Dyrektoriatu. Pozostał tam niedługo, gdyż brat Napoleon uzyskał dla niego posadę ambasadora Francji w Państwie Kościelnym. Po zamieszkach antyfrancuskich w Rzymie i zabójstwie generała Duphota Józef zrezygnował ze stanowiska i powrócił do Francji. Po objęciu przez Napoleona władzy jako Pierwszy Konsul brat zlecił Józefowi kierowanie rokowaniami pokojowymi z USA i Austrią oraz pośrednictwo przy opracowaniu warunków konkordatu z Państwem Kościelnym, przy czym Józef zdobył duże zasługi.
Jeszcze za Konsulatu, po stworzeniu senatu, Napoleon mianował go członkiem tej instytucji. W następnych latach Józef został kanclerzem Senatu, komandorem z gwiazdą i członkiem kapituły Orderu Legii Honorowej. W tych latach Józef, próbując swych sił na niwie literatury pięknej, wydał powieść Motna (1799), która wzbudziła duże uznanie krytyków. Natychmiast przyznano mu fotel w Akademii Francuskiej, który utracił po roku 1814. Oprócz tego został mianowany pułkownikiem armii francuskiej, co dawało niezły dochód i było czystą synekurą, gdyż Józef stał jak najdalej od wszystkich spraw wojskowych. Wszystko to nie zadowalało Józefa, który zgodnie z patriarchalnymi tradycjami korsykańskimi uważał się jako najstarszy syn za głowę rodu Bonapartów i w tej roli wystąpił w czasie konfliktu o drugie małżeństwo brata Lucjana, na co Napoleon mu odpalił: -ród Bonapartów zaczyna się od 18 brumaire’a, ty jesteś tylko panem na małej winnicy koło Ajaccio!
Prowadził negocjacje dotyczące zawarcia pokoju w Lunéville (1801) i pokoju w Amiens (1802).

## Początki I Cesarstwa
Po proklamacji Napoleona jako cesarza Francuzów (1804) Józef wraz z rodziną otrzymał godność księcia francuskiego z tytułem Cesarskiej Wysokości, wysokie apanaże i Wielki Krzyż Legii Honorowej. Został także Wielkim Mistrzem Wielkiego Wschodu, centralnej organizacji lóż masonów francuskich. Do swej dyspozycji dostał także zamek Villandry, do Rewolucji posiadłość rodu de Castellane, blisko spokrewnionego z polskimi Radziwiłłami. Czekały go jeszcze większe zaszczyty.

## Król na rozkaz brata

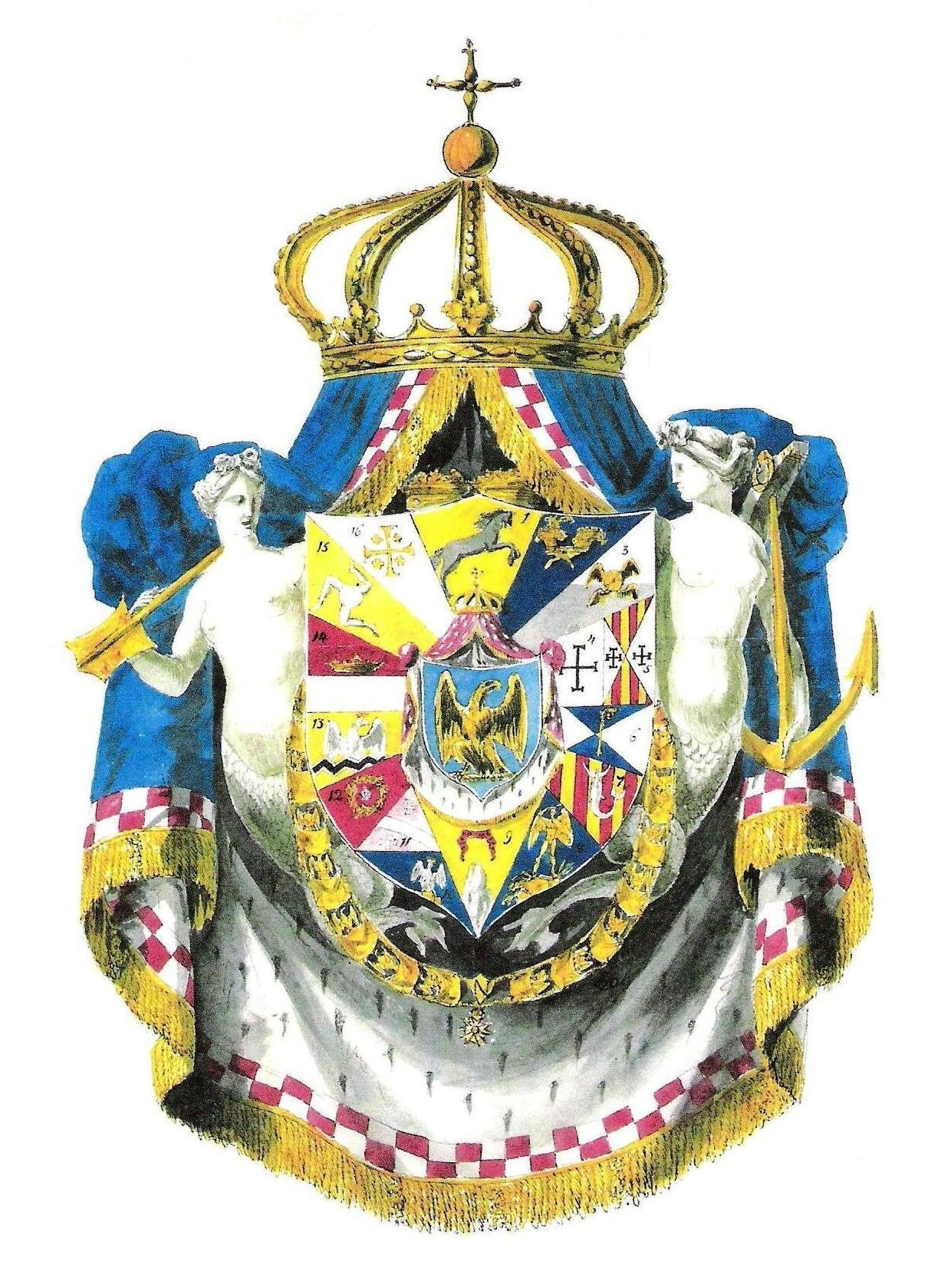
Herb Królestwa Neapolu za panowania Józefa

Po wielkim zwycięstwie w bitwie pod Austerlitz (2 grudnia 1805) Napoleon wziął się za reorganizację Europy i przekazał Józefowi w następnym roku koronę niedawno zdobytego na Burbonach Królestwa Neapolu. Józef starał się, jak mógł o zdobycie popularności w nowej ojczyźnie: założył Akademię Nauk i Starożytności, wybudował w swej stolicy nowy teatr i ufundował wiele nagród literackich. Chcąc uzdrowić gospodarkę wystawił na sprzedaż wiele królewszczyzn, by pokryć deficyt skarbu państwa i wprowadził nowoczesny system podatkowy. Już po dwóch latach udało się ustabilizować finanse państwowe, zreformować sądownictwo i szkolnictwo. Józef świetnie czuł się w Neapolu i zaczął zdobywać prawdziwą popularność, ale już po dwóch latach cesarski brat postanowił pozbawić tronu ostatnich koronowanych Burbonów, zmusił do abdykacji Burbonów z Hiszpanii i przekazał 6 czerwca 1808 roku tron hiszpański Józefowi, osadzając w Neapolu szwagra Murata.
Także w Hiszpanii, do której przybył 6 tygodni po rozpoczęciu wielkiego powstania narodowego przeciw panowaniu francuskiemu, Józef usiłował działać dla dobra narodu, ale szanse osiągnięcia czegokolwiek były znikome: udało mu się tylko zlikwidować terror Świętej Inkwizycji i zdobyć nieco zwolenników zwanych w Hiszpanii josefinos lub afrancesados ("sfrancuziałymi"), ale wojska francuskie ponosiły głównie klęski, więc o rządzeniu nie mogło być mowy. W Ameryce Południowej ruchy wyzwoleńcze wzbierały na sile, jako pierwsza hiszpańska kolonia ogłosiła swą niezawisłość Wenezuela (1810). Wśród narodu Józef pozostał wysoce niepopularny jako cudzoziemiec i jako mason.
Po przegranej bitwie pod Los Arapiles (22 lipca 1812) i ostatecznym utraceniu Madrytu Józef myślał o zrzeczeniu się korony, ale wytrwał jeszcze rok. Po bitwie pod Vitoria (21 czerwca 1813), w której Wellington zadał Francuzom klęskę, cała Hiszpania została stracona; Józef schronił się we Francji, wywożąc hiszpańskie klejnoty koronne i wielkie zbiory sztuki. 7 stycznia 1814 roku podpisał akt abdykacji.

## Upadek I Cesarstwa i 100 dni Napoleona
W czasie walk o Francję roku 1814 Napoleon mianował Józefa wiceregentem i komendantem paryskiej Gwardii Narodowej. Józef ogłosił wprawdzie proklamację, że pozostanie w stolicy w razie ewentualnego oblężenia, niemniej jednak opuścił miasto 30 marca 1814 r. wraz z cesarzową Marią Luizą, upoważniając marszałków do kapitulacji. Towarzyszył cesarzowej i jej synowi do Blois, po czym, po abdykacji brata, schronił się w Prangins (do dziś dnia posiadłość Bonapartych) w Szwajcarii.
W czasie Stu Dni Józef powrócił do Paryża, został mianowany członkiem Izby Parów i, po wyjeździe Napoleona na front, prezesem Rady Ministrów. Po klęsce pod Waterloo Józef przyłączył się do brata w Rochefort i zaproponował mu wspólną ucieczkę do USA na wynajętym przez siebie amerykańskim żaglowcu. Napoleon odmówił (sądził, że uzyska azyl w W. Brytanii) i Józef, załadowawszy statek po brzegi najdroższymi koniakami i szampanami, udał się sam do Ameryki, przybywając do Nowego Jorku 20 sierpnia 1815. Żona Julia i córki pozostały w Brukseli, rodzina zobaczyła się znowu prawie 30 lat później.

## Na emigracji
Sprzedaż koniaków i szampanów przyniosła duże zyski. Bonaparte, przybrawszy miano hrabiego de Survilliers, postanowił zająć się rolnictwem i hodowlą bydła i zakupił fermę Point Breeze nad brzegiem rzeki Delaware. Gdy mógł się oderwać od swych zajęć jako rolnik, pisał pamiętniki i przyjmował różnych gości, głównie z Francji. Udawał brak zainteresowania polityką, ale w roku 1830 (18 września), po obaleniu Karola X, wystosował manifest do parlamentu francuskiego, w którym, jako głowa rodu Bonapartych, przypomniał o plebiscytach, które wyniosły jego ród na tron, i o proklamowaniu Napoleona II cesarzem w roku 1815, protestując przeciw uzurpacji tronu przez Ludwika Filipa.

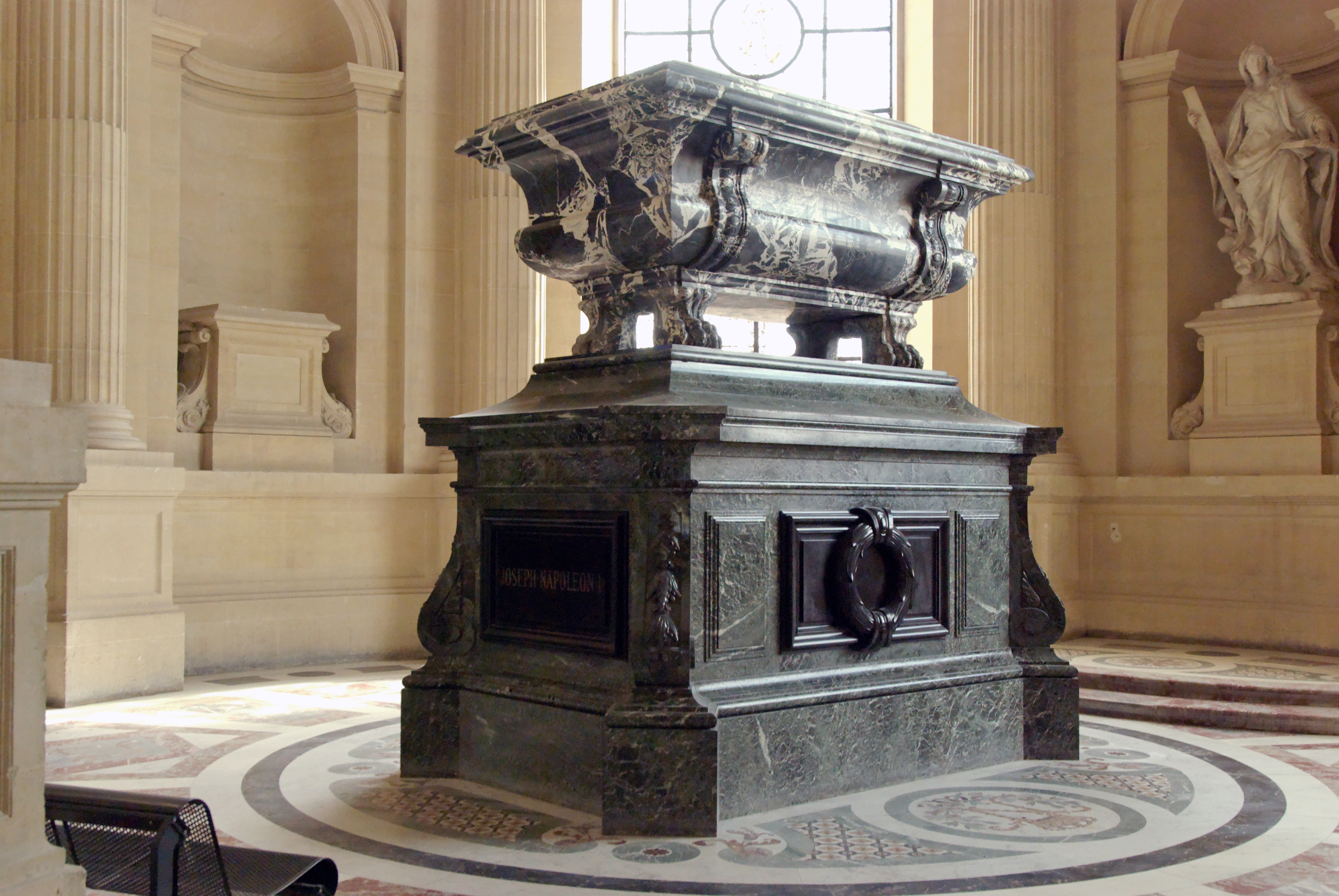
Nagrobek Józefa Bonaparte w Dôme des Invalides

Po przedwczesnej śmierci bratanka, Napoleona II (1832), wielu bonapartystów chciało wystawić kandydaturę Józefa na pretendenta do tronu cesarskiego Francji, ale Józef nie zgodził się, przypominając o sukcesji Ludwika Napoleona, ustalonej przez cesarza w jego testamencie w przypadku śmierci syna.
W latach 1832–1837 Józef przebywał w Anglii, kierując sprawami spadkowymi rodziny Bonaparte. Na lata 1837–1839 przypada jego ostatni pobyt w USA, po sprzedaży fermy w mieście Bordentown w stanie New Jersey. W roku 1839 osiedlił się ostatecznie w Anglii, ale atak paraliżu zmusił go do przeniesienia się do kraju o cieplejszym klimacie. Dzięki wstawiennictwu szwagierki, królowej szwedzkiej Dezyderii, otrzymał od wielkiego księcia Toskanii pozwolenie na pobyt we Florencji, gdzie się przeniósł w roku 1841 i połączył z żoną i córkami. Ostatnim jego czynem jako głowa rodu Bonapartych było przekazanie Francji Wielkiego Łańcucha Legii Honorowej (1843), który należał do cesarza Napoleona i został teraz umieszczony koło jego sarkofagu w paryskim Kościele Inwalidów. W tymże kościele Józef spoczął po swej śmierci w roku 1844.
Nazwisko jego nosi Zatoka Józefa Bonapartego w australijskim Terytorium Północnym. Pozostawił gigantyczną korespondencję, wydaną w 10 tomach w latach 1850–1852 w Paryżu, bezcenne źródło dla historyków epoki napoleońskiej.